# سیارک ۹۷۰۳
سیارک ۹۷۰۳ (به انگلیسی: 9703 Sussenbach، نامگذاری:3146T-2) نه هزار و هفتصد و سومین سیارک کشف شده‌است که در ۳۰ سپتامبر ۱۹۷۳ کشف شد.
قدر مطلق سیارک برابر ۱۵٫۳۰ است.